# خرچنگ (فیلم)
خرچنگ (انگلیسی: The Lobster) یک فیلم پادآرمانشهری به کارگردانی یورگوس لانتی‌موس است که در سال ۲۰۱۵ منتشر شد. این فیلم نامزد دریافت نخل طلای جشنواره فیلم کن ۲۰۱۵ بود و جایزه هیئت داوران جشنواره فیلم کن را از آن خود کرد. این فیلم همچنین برای جایزه بهترین فیلمنامه اسکار ۲۰۱۶ نامزد شد.

## داستان
در آینده‌ای کابوس‌وار، افراد مجرد مجبورند ظرف مدت ۴۵ روز یک شریک زندگی برای خود بیابند؛ و اگر در طول این زمان در این امر موفق نشوند به حیوان بدل می‌شوند و آن‌ها را در جنگل رها می‌کنند. نداشته و مهمانان در مجالس رقص و ارتقاء روابط شرکت می‌کنند. آن‌ها می‌توانند با استفاده از اسلحه‌های بیهوش‌کننده و شکار "گوشه گیرها (فراری‌ها)" که در جنگل اطراف هتل زندگی می‌کنند، مدت اقامت خود را طولانی‌تر کنند و فرصت بیشتری برای پیدا کردن همسر داشته باشند.

پس از این‌که همسر دیوید، او را ترک می‌کند، دیوید به همراه برادرش که در قالب یک سگ است به هتل می‌روند. او با دو مرد که یکی به صورت نوک زبانی صحبت می‌کند و دیگری پایش می‌لنگد، آشنا می‌شود مردی هم که پایش لنگ است، با تظاهر به اینکه خون‌ریزی بینی دارد.
دیوید هم تصمیم می‌گیرد تا با تظاهر به سنگدل بودن، نظر زنی با همین ویژگی را جلب کند و وارد بخش زوج‌ها شوند. بعد از مدتی که زن به او شک می‌کند، برادر دیوید را می‌کشد و هنگامی که می‌بینید دیوید به خاطر مرگ برادر گریه می‌کند، درمی‌یابد دیوید به او دروغ گفته‌است. زن تصمیم می‌گیرد تا موضوع را به مدیر هتل اطلاع دهد که دیوید او را بیهوش کرده و به یک حیوان تبدیل می‌کند تا انتقام برادرش را بگیرد.
دیوید از هتل فرار می‌کند و در جنگل به سایر فراری‌ها می‌پیوندد. دیوید که نزدیک‌بین است، متوجه زنی می‌شود که او هم این ویژگی را دارد. به مرور زمان دیوید و آن زن، شروع به رابطه می‌کنند و برای اینکه کسی متوجه نشود، از ایما و اشاره برای حرف زدن با هم استفاده می‌کنند. بعد از مدتی، دیوید و زن تصمیم می‌گیرند که از جنگل فرار کنند و زندگی عاشقانه خود را در شهر ادامه دهند. اما رهبر فراری‌ها این موضوع را می‌فهمد و به بهانه جراحی چشم زن را به شهر می‌برد و چشم او را کور می‌کند. دیوید پس از اطلاع از این ماجرا رهبر گروه را می‌کشد و با آن زن به شهر فرار می‌کند.
در پایان فیلم، دیوید و زن وارد رستورانی می‌شوند و از گارسون یک چاقو می‌گیرد. دیوید به دستشویی می‌رود تا چشمان خودش را نیز کور کند، اما با اینکه زمان رفتن به دستشوئی می‌گوید «لفتش نمیدم» اما در آخر کارگردان با القا زمانبر شدن کار دیوید بازگشت او از دستشوئی را نمایش نمی‌دهد و به گونه ای پایان فیلم بازمی‌ماند. اینطور که برای بیننده محرز نمی‌شود که آیا دیوید کار را تمام کرد؟ یا از راهی دیگر زن را ترک کرد، یا …

## بازیگران
| بازیگر          | نقش                         |
| --------------- | --------------------------- |
| کالین فارل      | دیوید                       |
| ریچل وایس       | زن نزدیک‌بین                 |
| لئا سیدو        | رهبر فراری‌ها                |
| بن ویشاو        | مرد لنگ                     |
| آنگلیکی پاپولیا | زن بی‌رحم                    |
| جان سی ریلی     | مردی که نوک زبانی حرف می‌زند |
| اولیویا کلمن    | مدیر هتل                    |
| آریان لابد      | مستخدمه هتل                 |
| جسیکا باردن     | زنی که خون دماغ می‌شود       |